# Закомалдин, Михаил Иванович
Михаил Иванович Закомалдин  (род. 5 сентября 1965, Норильное, Курганская область) — советский и российский деятель органов внутренних дел, российский государственный деятель. Уполномоченный по правам человека в Республике Башкортостан (с 2021). Действительный государственный советник Российской Федерации 2-го класса (2017).
Министр внутренних дел по Республике Карелия (2009—2011). Министр внутренних дел по Республике Башкортостан (2011—2016). Главный федеральный инспектор по Республике Башкортостан (2016—2021). Генерал-лейтенант полиции (2014).

## Биография
Михаил Иванович Закомалдин родился 5 сентября 1965 года в селе Норильном Норилинского сельсовета Куртамышского района Курганской области, ныне село входит в Юргамышский муниципальный округ той же области.
Службу в органах внутренних дел начал в 1982 году слушателем Омской высшей школы милиции МВД СССР.
Окончив учёбу, был назначен в сентябре 1986 года на должность оперуполномоченного уголовного розыска ОВД Советского района города Кургана. Дальнейшая трудовая деятельность была связана с криминальной милицией.
С декабря 2000 по сентябрь 2001 года — начальник организационно-аналитического отдела УБОП по Курганской области.
С сентября по ноябрь 2001 года — в распоряжении УК и ВР УВД Курганской области.
С ноября 2001 по декабрь 2002 года — начальник организационно-аналитического отдела управления по борьбе с организованной преступностью при УВД Курганской области.
С декабря 2002 по декабрь 2003 года — заместитель начальника управления по борьбе с организованной преступностью при УВД Курганской области.
С декабря 2003 по апрель 2007 года — начальник управления по борьбе с организованной преступностью при УВД Курганской области.
С апреля по май 2007 года — заместитель начальника криминальной милиции МВД по Республике Карелия.
С мая по 30 августа 2007 года — исполняющий обязанности первого заместителя министра внутренних дел — начальника криминальной милиции МВД по Республике Карелия.
С 30 августа 2007 по 12 мая 2009 — первый заместитель министра внутренних дел — начальник криминальной милиции МВД по Республике Карелия.
С 12 мая 2009 по 26 июля 2011 года — министр внутренних дел по Республике Карелия.
Указом Президента Российской Федерации от 6 мая 2011 года присвоено специальное звание «генерал-майор полиции».
С 26 июля 2011 по 31 октября 2016 года — министр внутренних дел по Республике Башкортостан.
Указом Президента Российской Федерации от 11 июня 2014 года присвоено специальное звание «генерал-лейтенант полиции».
С 11 ноября 2016 по 11 марта 2021 года — главный федеральный инспектор по Республике Башкортостан аппарата полномочного представителя Президента Российской Федерации в Приволжском федеральном округе.
Указом Президента Российской Федерации от 10 июня 2017 года присвоен классный чин государственной гражданской службы Российской Федерации Действительный государственный советник Российской Федерации 2-го класса.
С 23 июня 2021 года — уполномоченный по правам человека в Республике Башкортостан.

## Награды
- Медаль ордена «За заслуги перед Отечеством» II степени, 2016 год
- Ведомственные награды:
  - Медаль «За боевое содружество» (МВД)
  - Медаль «За отличие в службе» I, II степеней (МВД)
  - Медаль «За безупречную службу» III степени
  - Нагрудный знак «Почётный сотрудник МВД»
  - Медаль «200 лет МВД России»
  - Медаль «200 лет внутренним войскам МВД России»
  - Почётная грамота МВД России, 11 ноября  2016 года[10]
- Памятная медаль «65 лет Победы в Великой Отечественной войне 1941—1945 гг.»

## Семья
Женат, супруга — Светлана Славовна (урожд. Сахаджиева, род. 29 сентября 1968). Трое детей:
- дочь — Ирина Смиян (Закомалдина) (род. 2 октября 1989), сотрудник МВД России
- сын — Михаил (род. 18 января 1991), преподаватель Уфимского юридического института МВД России
- сын — Иван